# Saro Arcidiacono
Saro Arcidiacono (eigentlich Rosario Arcidiacono; * 11. Januar 1886 in Catania; † 1. Januar 1972 ebenda) war ein italienischer Schauspieler.
Arcidiacono betätigte sich vor allem als Theaterschauspieler, trat aber auch in einigen auf Sizilien und in Kalabrien gedrehten Filmen, meist von Pietro Germi, auf. 
Für das Fernsehen war der Charakterdarsteller in Maestro Don Gesualdo (1964) und in der Übertragung des Pirandello-Stückes La giara (1967) zu sehen.
Er war mit seiner Kollegin Vittorina Campagna († 1980) verheiratet.

## Filmografie (Auswahl)
- 1949: Im Namen des Gesetzes (In nome della lege)
- 1961: Scheidung auf italienisch (Divorzio all'italiana)